# 東家小満之助
東家 小満之助（あずまや こまのすけ）は音曲師、女道楽。
- 初代？東家小満之助 - のちの4代目都々逸坊扇歌。

2代目東家 小満之助（あずまや こまのすけ、生没年不詳）は、常磐津女流音曲師、女道楽。本名：青木てふ。

## 来歴
1901年の新聞に立花家和歌吉、青木てふ（二八）と本名と年齢が掲載されており生まれは1874年と推測される。出生地不明。
はじめ四谷で芸者をしていたが明治30年代に「常盤津和歌吉」（または立花家和歌吉）を名乗り、寄席に進出。1901年11月に二代目東家小満之助を名乗り真打に昇進する。のちに落語家の四代目三升亭小勝の妻となる。
1904年7月には小勝ともに上方に出向き、三友派に席を置き高座に上がる。立花家？まる吉との女道楽コンビで活躍。明治の末まで高座に出るが大正に入り、東京の上総で再び芸者に戻った。その後時折寄席に出ていたこともあったが1928年を最後に消息は不明。

### ディスコグラフィー
- 「東家小滿之助」名義
  - SPレコード『名古屋甚句　負けて』大阪・ビクターレコード（米国）11073、複写盤 大阪・オリエントレコード 1826[1]

- 「東家小滿之助改メ品川お蝶」名義
  - SPレコード『松盡し 端唄』（まつづくし はうた）[2]。
- 「東家小滿之助改 お蝶」名義
  - SPレコード『常盤津　式三番叟』東京品川・ニッポノホン 134[3]
  - SPレコード『小唄　トツチリトン（西行法師）』『常盤津　式三番叟』東京・ウグイスレコード 627/628[4][5]